# 寺中友将
寺中 友将（てらなか ともまさ、1988年5月12日 - ）は、日本のミュージシャン、ギタリスト、ソングライター。ロックバンド・KEYTALKのメインボーカルおよびリズムギターを担当。熊本県出身。A型。愛称は「巨匠」。

## 人物
小学5年生の時、母親が昔使っていたアコースティックギターを使いゆずのコピーを弾き始めた。中学時代は吹奏楽部でコントラバスを担当し、部長も務めていた。高校時代はボクシング部に入ったことで音楽活動をやめてしまったが、高校3年生で音楽系の学校へ進学しようと決心し、再びギターを弾き始めた。進学先である昭和音楽大学で小野武正と出会い、2007年6月にKEYTALKの前身バンドであるrealに加入。
メンバーの中で唯一名前で呼ばれることがなく、通称である「巨匠」と呼ばれており、「大学時代に一番偉そうにしていたから同じサークルの先輩から巨匠と呼ばれるようになった」と語っている。ものまねを得意とし、代表的なネタに福山雅治、Mr.Childrenの桜井和寿などがある。不定期で弾き語りライブも行っている。2020年6月、YouTubeチャンネル「巨匠部屋」を開設。
2025年7月、エイベックス・マネジメント・エージェンシーとエージェント契約を締結したことを発表した。

## 出演

### ラジオ
- 巨匠大陸（NACK5、2021年4月 - [注 1]） - パーソナリティ[8]
- MOSラジNACK5店（NACK5、2023年7月 - 2024年6月） - パーソナリティ[9]

### 舞台
- オーストラ・マコンドー 本公演「影のない女」（2025年3月24日〜31日） - 主演・皇帝 役[10][11]

## 楽曲提供
- Protea*「INAZUMA FATE」（2023年9月30日、作詞・作曲[12]）
- 斉藤百香「百色ファンファーレ」（2025年2月11日、作詞・作曲[13]）